# JAC 리파인 S4
JAC 리파인 S4(영어: JAC Refine S4)는 JAC 자동차에서 2018년부터 2022년까지 생산했던 컴팩트 SUV이다.

## 개요

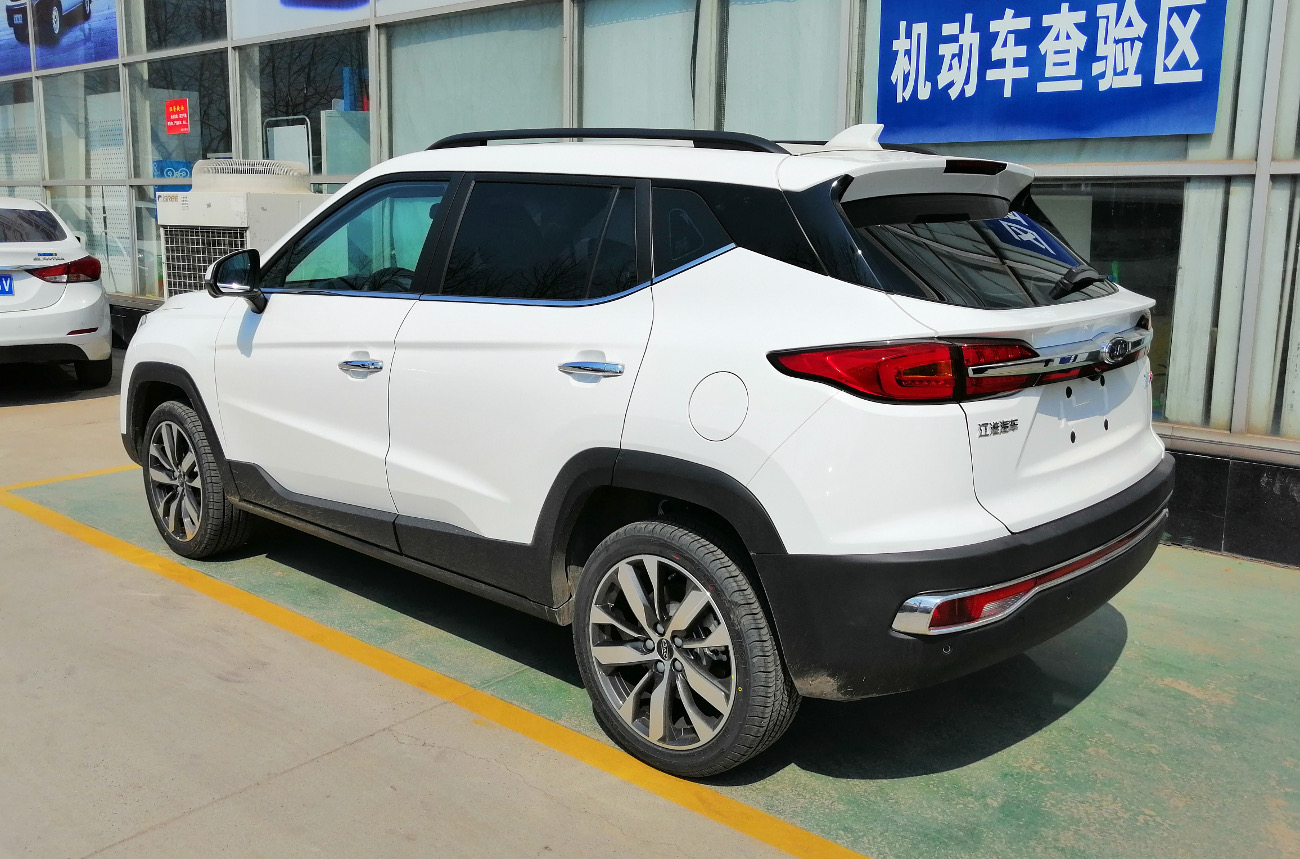
리파인 S4의 후면

2018년 10월 30일에 리파인의 하위 브랜드로 판매되었다. 리파인 S4 콤팩트 크로스오버는 리파인 S3 콤팩트 크로스오버 약간 위와 리파인 크로스오버 제품 라인 아래의 리파인 S5 콤팩트 크로스오버 아래에 위치해 있었다.